# Landesgericht für Strafsachen Graz

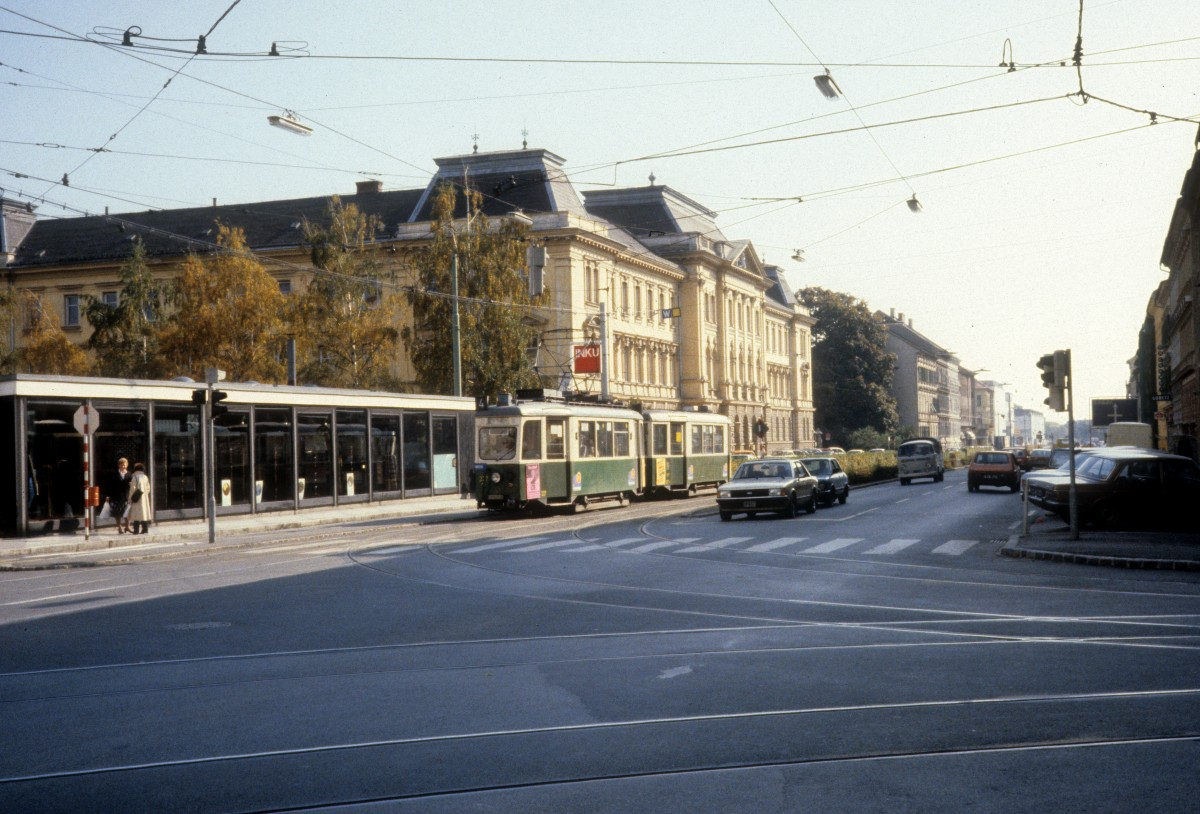
Conrad-von-Hötzendorf-Straße

Das Landesgericht für Strafsachen Graz (kurz: LGS Graz) ist eines von 20 Landesgerichten in Österreich und für Strafsachen in der südlichen Steiermark zuständig. Es befindet sich im 6. Grazer Stadtbezirk Jakomini, im Gebäude Conrad-von-Hötzendorf-Straße 41, in dem auch die Staatsanwaltschaft Graz untergebracht ist.

## Geschichte
Bereits zu Beginn des 19. Jahrhunderts bestand beim Magistrat der Stadt Graz ein Kriminalgerichtshof für besondere Verbrechen.
Mit kaiserlicher Verordnung vom 25. Juli 1849 wurde die Organisation der Gerichte in der Steiermark neu festgelegt. Das k.k. Straflandesgericht entstand und wurde im Inquisitionsgebäude des Magistrats im 3. Sack sowie teilweise im Rathaus untergebracht. Seit 1895 hat das Landesgericht für Strafsachen Graz seinen Sitz im damals neu errichteten Haus in der Conrad-von-Hötzendorf-Straße.
Mit 13. August 1938 erhielt das Landesgericht für Strafsachen Graz nach dem Anschluss Österreichs die Bezeichnung Landgericht und wurde damit den deutschen Reichsbehörden angepasst. Die Wiedereinführung des österreichischen Strafgesetzes und des Strafprozessrechtes erfolgte am 12. Juni 1945, das Gerichtsorganisationsgesetz vom 3. Juli 1945 stellte die österreichischen Gerichte, staatsanwaltschaftlichen Behörden und Strafanstalten wieder her.

## Zuständigkeit
Das Gericht ist zuständig für die Entscheidung von Vergehen, welche mit einer Freiheitsstrafe von mehr als einem Jahr angedroht sind sowie für – unabhängig vom Strafmaß – bestimmte Vergehen (z. B. Gefährliche Drohung). Außerdem ist es in 2. Instanz zur Behandlung von Rechtsmitteln gegen strafgerichtliche Entscheidungen der Bezirksgerichte zuständig.
Rechtsmittelinstanz für Entscheidungen des Landesgerichtes für Strafsachen Graz ist das Oberlandesgericht Graz. 